# Mehdi Huseyn
Mehdi Huseyn, pseudonimo di Mehdi Ali oglu Huseynov (İkinci Şıxlı, 17 aprile 1909 – Baku, 10 marzo 1965), è stato uno scrittore e drammaturgo azero, vincitore del Premio di Stato dell'Unione Sovietica (1950) e membro del Partito Comunista dell'Unione Sovietica dal 1941.

## Biografia
Nato il 4 aprile 1909 nel villaggio di İkinci Şıxlı in Azerbaigian, Huseyn si laureò in storia all'Università dell'Azerbaigian nel 1930 e nel 1936 studiò presso il VGIK (università statale pan-russa di cinematografia S. A. Gerasimov) di Mosca.
È stato presidente dell'Unione degli scrittori della Repubblica Socialista Sovietica Azera, segretario dell'Unione degli scrittori dell'URSS, deputato del Soviet Supremo della RSS dell'Azerbaigian della 5ª convocazione e deputato del Soviet Supremo dell'Unione Sovietica della 6ª convocazione.
Le sue opere sono state tradotte in diverse lingue straniere.